# Головня, Анатолий Дмитриевич
Анато́лий Дми́триевич Головня́ (20 января [1 февраля] 1900 — 25 июня 1982) — советский кинооператор, теоретик кино, педагог. Герой Социалистического Труда (1980). Заслуженный деятель искусств РСФСР (1935), лауреат двух Сталинских премий (1947, 1951).

## Биография
Родился в Симферополе, в раннем детстве потерял отца. Учился в немецкой колонии, в которой его дядя работал учителем. После Октябрьской революции работал в Союзе молодёжи, откуда его направили на прохождение службы в ВЧК в Херсоне, в период 1919—1922 годов работал там следователем.
С 1925 года работал на Московской фабрике «Совкино» (впоследствии — кинофабрика «Мосфильм»). Был ассистентом оператора у Александра Левицкого на фильме «Луч смерти» (1925), в дальнейшем сотрудничал с режиссёром Всеволодом Пудовкиным.
В 1926 году окончил операторский факультет Государственного техникума кинематографии. С 1934 года — преподаватель ВГИКа, в 1936 году возглавил кафедру операторского мастерства и заведовал ею на протяжении многих лет. С 1939 года — профессор, доктор искусствоведения (1966). Автор обновлённого курса «Операторское мастерство» (1946).
В 1960-х годах преподавал операторское мастерства на режиссёрском отделении Высших курсов сценаристов и режиссёров.
Член ВКП(б) с 1944 года, член Союза кинематографистов СССР.
Скончался 25 июня 1982 года в Москве. Похоронен на Донском кладбище.

### Семья
Первая жена с 1923 года — актриса Любовь Иванова, впоследствии жена директора «Мосфильма» Б. Я. Бабицкого; дочь Оксана.
Вторая жена — Тамара Григорьевна Лобова (1911—2007), кинооператор, педагог, соавтор многих фильмов.
Внучка — Евгения Викторовна Головня (1944—2016), правнучка — Екатерина Головня (директор студии документальных фильмов «Золотая Лента».

## Особенности творчества
С первых своих работ мастер пытался освободиться от штампов старой операторской школы, осваивал новый монтажный метод съёмки с его динамичной сменой планов и ракурсов, позволяющей активно выявить авторское отношение к материалу и придать экранному изображению особую выразительность.
Съёмка фильма «Мать» выдвинула его в первые ряды мастеров советского операторского искусства. Во многом следуя традициям реалистической живописи, А. Д. Головня стремился найти такую форму кадра, чтобы все его элементы с максимальной выразительностью раскрывали содержание эпизода. Эта тенденция отчётливо проявилась в своеобразии ракурсных построений, определивших новизну зрительского восприятия. Несмотря на скупость красок (изображение построено на короткой тональной гамме и контрасте крупных световых пятен), оператор добивается большой выразительности, органично вплетая изобразительную линию фильма в драматическую ткань. Значительную роль в эмоциональной окраске картины играет пейзаж. Усиливая настроение и идейное содержание эпизодов, пейзажи мастера в то же время придают фильму в целом русский национальный колорит.
В дальнейшем А. Д. Головня широко использовал смелые экспрессивные повороты кинокамеры, приёмы оптической деформации, стремился к максимальной динамичности композиции кадра. Жизненная правда — основа творчества оператора.

## Фильмография
Оператор
- 1925 — Кирпичики
- 1925 — Шахматная горячка
- 1926 — Мать
- 1926 — Механика головного мозга
- 1927 — Конец Санкт-Петербурга
- 1927 — Человек из ресторана (совместно с К. Венцем)
- 1928 — Потомок Чингисхана
- 1929 — Живой труп
- 1929 — Рыбный промысел (документальный)[6]
- 1929 — Участок фронта (документальный)
- 1930 — Звуковая сборная программа № 3
- 1933 — Дезертир
- 1935 — Персия (документальный)
- 1938 — Победа
- 1939 — Минин и Пожарский (совместно с Т. Лобовой)
- 1940 — Суворов (совместно с Т. Лобовой)
- 1941 — Пир в Жирмунке (Боевой киносборник № 6) (совместно с Т. Лобовой)
- 1942 — Неуловимый Ян (совместно с Т. Лобовой)
- 1946 — Адмирал Нахимов (совместно с Т. Лобовой)
- 1950 — Жуковский (совместно с Т. Лобовой)

Режиссёр
- 1929 — Рыбный промысел (документальный)
- 1929 — Участок фронта (документальный)
- 1930 — Звуковая сборная программа № 3 (совместно с Д. Морским)[5]
- 1931 — Великие будни (совместно с А. Ледащевым)[6]

Сценарист
- 1931 — Великие будни (совместно с С. Евлаховым)[6]
- 1934 — Карьера Рудди (совместно с В. Немоляевым)[6]

Актёр
- 1929 — Стеклянный глаз / Фильм о фильме — оператор[6]

## Награды и звания
- заслуженный деятель искусств РСФСР (1935)[1];
- два ордена Трудового Красного Знамени (23 мая 1940[12] и 6 марта 1950[13]);
- Сталинская премия первой степени (1947) — за фильм «Адмирал Нахимов» (1946)[6];
- Сталинская премия второй степени (1951) — за фильм «Жуковский» (1950)[6];
- орден «Знак Почёта» (1961)[источник не указан 768 дней];
- орден Октябрьской Революции (1971)[источник не указан 768 дней];

- почётный приз Венецианского кинофестиваля «Золотой лев за карьеру» (1972) — за совокупность творчества[6];
- Герой Социалистического Труда (1980)[6];
- орден Ленина (8 февраля 1980)[14].

## Память
- Мемориальная доска из бронзы на фасаде высотного здания на площади Красных Ворот в Москве (1983, архитектор Валерий Степанов);
- «Кинооператор Анатолий Головня», документальный фильм (1976, реж. О. Арцеулов, ЦСДФ)[15];
- «Анатолий Головня и его женщины», документальный фильм (2005, реж. Евгения Головня);
- «Острова. Анатолий Головня», телеканал «Культура» (2010, реж. Злата Школьная)[16];
- Роль Анатолия Головни в фильме «Первый Оскар» (2022) сыграл актёр Фёдор Лавров.